# Talinolol
Talinolol es un medicamento bloqueador de los receptores β1 cardioselectivo, es decir que sus acciones son específicas sobre el corazón antes de llegar a ser efectivas en el pulmón. El talinolol no posee actividad simpaticomimético intrínseca y su selectividad por los receptores beta-1 es mucho mayor que la del atenolol pero comparable a la del metoprolol. Talinolol se indica a pacientes con hipertensión arterial moderada o severa, cardiopatía isquémica, infarto agudo de miocardio y trastornos del ritmo cardíaco.

## Stereochemistry
Talinolol contiene un estereocentro y consta de dos enantiómeros. Este es un racemate, es decir, una mezcla 1: 1 de ( R ) - y la ( S ) - forma:
| Enantiómeros de talinolol | Enantiómeros de talinolol |
| ------------------------- | ------------------------- |
| CAS-Nummer: 71369-60-3    | CAS-Nummer: 71369-59-0    |